# Shibli Numani
Allamah Shibli Numani (Urdu علامہ شبلی نعمانی‎; * 1857 in Azamgarh, Indien; † 1914) war ein islamischer Gelehrter und Theologe. 
Er war der Sohn wohlhabender Eltern. Sein Vater war ein erfolgreicher Anwalt und verdiente zusätzlich noch im Indigo-Handel. Deswegen konnte dem Sohn auch eine gute Ausbildung ermöglicht werden. Numani studierte Arabisch, Persisch und vervollkommnete besonders sein Urdu, das gerade zur literarischen Sprache sowohl für die muslimischen Schriftsteller und Poeten, als auch für die hinduistischen Autoren wurde. Er wurde auch in Koranstudien unterrichtet sowie in islamischen Recht und islamischer Theologie. Zusätzlich befasste er sich noch mit den Themen Geschichte, Philosophie und Poesie.

## Leben
Im Alter von 19 Jahren unternahm der orthodoxe Hanafi-Muslim die Pilgerreise nach Mekka. Shibli Numani war ein starker Befürworter der Scharia, zugleich aber auch ein Gegner der wahhabitischen Bewegung. Einige Jahre später nahm Numani eine Professur an der Aligarh-Universität an. Der Gründer dieser Universität war Sayyid Ahmad Khan, der die Muslime Indiens bewegen wollte, die westliche Kultur und Bildung in stärkerem Maße zu übernehmen. Deshalb wurde auch an der Universität hauptsächlich Englisch gesprochen und Bildung nach westlichen Standards vermittelt. Seltsamerweise wurde Numani, obwohl streng orthodox erzogen, von Sayyid Ahmed Khan und seinen Reformen stark angezogen. 
Trotzdem versuchte er den Fokus von der englischen Sprache und Kultur an der Universität wieder auf die islamische Kultur und arabische Sprache zu lenken. Er blieb für viele Jahre als Professor an der Universität und wechselte erst nach Ahmeds Tod zum Ausbildungsministerium in Hyderabad, wo er einen Beraterposten annahm. Von diesem Posten aus initiierte er viele Reformen für das indische Bildungssystem.
1908 wurde er Direktor der Jami’a Nadwa al-’Ulum in Lakhnau. Nach fünf Jahren in dieser Position erregten seine moderneren Ausbildungsmethoden aber den Ärger einiger konservativen Mitglieder der indischen Ulama, und er musste die Universität verlassen.
Es zog ihn wieder zurück in seine Heimatstadt Azamgarh. Hier eröffnete Shibli Numani eine islamische Akademie mit dem Namen Dar al-Musannifin, oder Haus der Schreiber. 
Bis zu seinem Tode verbrachte Shibli Numani nun seine Zeit mit der Entwicklung dieser Akademie, die bald zu einem wichtigen Zentrum für islamische Wissenschaft und Forschung, besonders auf dem Gebiet der Literatur und der Geschichte des indischen Subkontinents, geworden war. Vor seinem Tod im Jahr 1914 wurde die Akademie noch in Shibli Academy umbenannt.
Numani versuchte immer, die Muslime an ihre Kultur und Herkunft zu erinnern und dadurch die muslimische Gesellschaft zu stärken. Er war ein starker Unterstützer der Idee einer großen panislamischen Umma und ein Gegner der britischen Besatzung, obwohl er sich trotzdem den Briten gegenüber einigermaßen loyal verhielt. Trotzdem Shibli Numani und Syed Ahmed Khan sich beide für die muslimische Gesellschaft einsetzten, differierten ihre Ansichten zum Teil stark: Während Syed Ahmed Khan den Islam eher an das westliche Leben und die westliche Denkweise anpassen wollte, setzte sich Shibli dafür ein, den Islam zu erhalten und nur zu einem gewissen Maße das westliche Gedankengut an ihn anzupassen.
In seinem Leben verfasste Numani zahlreiche Bücher, von denen das letzte Buch, Sirat an-Nabi als sein bestes Werk angesehen wird. Vor seinem Tod schrieb er vier Bände dieser Reihe; vier weitere vollendete sein Schüler Syed Sulaiman Nadvi. 